# 鼩龍獸科
鼩龍獸科（Galesauridae）是已滅絕合弓綱的一科，屬於獸孔目的犬齒獸亞目，鼩龍獸科、三尖叉齒獸科、真犬齒獸下目構成外犬齒獸類（Epicynodontia）演化支。鼩龍獸科出現於二疊紀最晚期，約是二疊紀-三疊紀滅絕事件發生前100萬年。鼩龍獸科的分布廣泛，最著名的屬是鼩龍獸。鼩龍獸科、獸頭亞目都消失於三疊紀中期。
鼩龍獸科是最原始的外犬齒獸類，牠們的外表類似更原始的原犬鱷龍科，鼩龍獸科有可能演化自類似原犬鱷龍科的物種。鼩龍獸科具有完整的次生顎，因此當牠們進食時仍可以呼吸。與犬鱷龍科相比，鼩龍獸科的齒骨更大、顳顬孔（Temporal fenestrae）更大；但與更衍化的犬齒獸類相比，鼩龍獸科的顳顬孔仍然較小。如同其他犬齒獸類，鼩龍獸科的口鼻部寬廣，具有直立四肢。